# 世界女子チェス選手権

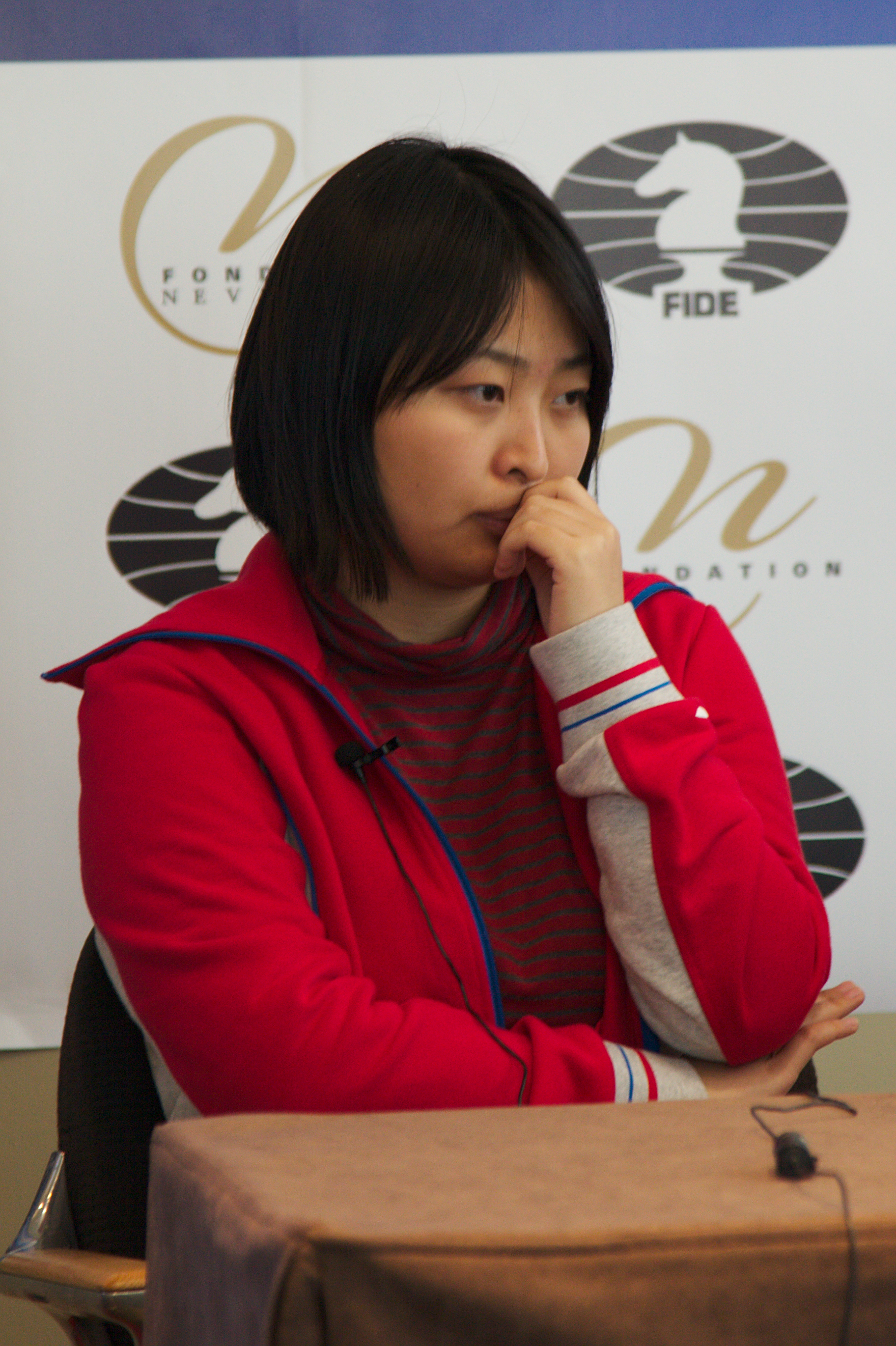
現在の世界チャンピオン居文君

世界女子チェス選手権（せかいじょしチェスせんしゅけん、Women's World Chess Championships）は、女子チェスにおける世界最高プレーヤーを決める競技会である。2012年現在は世界チャンピオンと女子グランプリ優勝者が対戦する。ただし女子限定の大会に参加しないトッププレイヤーもおり、過去20年間女子としてレイティング1位のユディット・ポルガーは一度も女子選手権に参加していない。

## 歴史
初代女王を決める大会は1927年、チェス・オリンピアードと並行して行われた大会で決定され、Vera Menchikが初代女王に輝いた。戦後は世界チェス選手権同様、予選大会を勝ちあがった選手がチャンピオンと対戦する方式となった。ソ連勢の独占が長く続いたが、1991年のソ連崩壊後に中国の謝軍が初優勝して以来、中国勢と東欧勢の争いとなっている。

## 歴代女子チェス世界チャンピオン
- Vera Menchik 1927–1944
- リュドミラ・ルデンコ（英語版） 1950–1953
- エリザヴェータ・ブイコワ（英語版） 1953–1956
- Olga Rubtsova 1956–1958
- エリザヴェータ・ブイコワ 1958–1962
- ノナ・ガプリンダシヴィリ 1962–1978
- Maia Chiburdanidze 1978–1991
- 謝軍 (Xie Jun) 1991–1996
- Susan Polgar 1996–1999
- 謝軍 1999–2001
- 諸宸 (Zhu Chen) 2001–2004
- Antoaneta Stefanova 2004–2006
- 許昱華 (Xu Yuhua) 2006–2008
- アレクサンドラ・コステニューク 2008–2010
- 侯逸凡 (Hou Yifan) 2010–2012
- アンナ・ウシェニナ 2012–2013
- 侯逸凡（中国語版） 2013-2015
- Mariya Muzychuk 2015-2016
- 侯逸凡 2016-2017
- 譚中怡（中国語版） 2017-2018
- 居文君（中国語版） 2018-